# 鲁彦 (伊朗)

波斯復興時期的伊朗北部地圖。圖中所示邊界為各地區的傳統地理邊界。

魯彥（波斯語：رویان），又稱魯斯塔姆達爾（波斯語：رستمدار），是一歷史地名，地處伊朗北部的一處山區，位於塔巴里斯坦（今馬贊德蘭省） 西部，北接裏海。
波斯神話中，傳奇弓箭手阿拉什曾在魯彥放箭，射出的箭矢落在呼羅珊的邊境，標記出伊朗和圖蘭之間的界線。關於魯彥地區的最早歷史記錄顯示，該地曾屬於薩珊王朝的附庸古什納斯普國王及其後裔，直到萬王之王（沙阿）喀瓦德一世將其廢黜為止。
在阿拉伯入侵伊朗期間，薩珊王朝的末代沙阿伊嗣俟三世將塔巴里斯坦的控制權授予了先王扎馬斯普的曾孫，達布亞王朝的統治者吉爾·加夫巴拉。665年，吉爾·加夫巴拉的兒子巴杜斯潘一世獲得魯彥地區的控制權，並在此建立了巴杜斯潘王朝。此後巴杜斯潘王朝一直統治該地，直至1590年代被薩法維王朝攻滅。

## 地理
根據10世紀波斯地理學家艾哈邁德·伊本·魯斯塔和伊本·法齊赫的說法，魯彥地區最初屬於德萊木，在被阿拔斯王朝哈里發征服後併入塔巴里斯坦。魯彥地處兩座大山之間，面積廣闊，當地的每個城鎮都能夠招募出400至1000名武裝人員。哈里發哈倫·拉希德在魯彥地區徵收400050迪拉姆的哈拉吉稅，並派遣一位瓦利駐紮在當地的卡吉賈鎮（Kajija）。此外，兩位學者的作品似乎表明，魯彥和獨立的德萊木之間有一個邊境地帶，範圍包含恰盧斯等地。蒙古統治時代，由於魯彥地區屬於巴杜斯潘王朝，蒙古人將該地稱為“魯斯塔姆達爾”。這個名稱是巴杜斯潘王朝的統治者頭銜“烏斯坦達爾”的變形形式，自沙赫里亞爾三世·伊本·賈姆希德即位以來，巴杜斯潘的統治者就一直使用這個頭銜。

## 歷史
法國東方學家詹姆斯·達梅斯特泰認為，瑣羅亞斯德教文獻《亞什特》中名為“Raodita”（意為“淡紅色”）的山地以及《班達希申》中名為“Royishnomand”的山地指的就是魯彥。根據中世紀伊朗學者比魯尼的說法，傳說中的弓箭手阿拉什正是從魯彥將箭矢射到呼羅珊邊陲，示出伊朗和圖蘭的邊界。
薩珊王朝萬王之王阿爾達希爾一世的大祭司所寫的“坦薩爾書信”中記載，魯彥地區所在的塔巴里斯坦屬於附庸薩珊王朝的一位名為古什納斯普（Gushnasp）的王。古什納斯普以保住自己的王國為條件向阿爾達希爾一世稱臣，因此他的家族得以統治塔巴里斯坦直到六世紀初。喀瓦德一世第二次在位時期，他廢黜古什納斯普的後裔，任命自己的兒子卡烏斯接管塔巴里斯坦。阿拉伯入侵伊朗期間，薩珊王朝最後一位沙阿伊嗣俟三世將塔巴里斯坦的控制權授予了先代沙阿扎馬斯普的曾孫，達布亞王朝的君主吉爾·加夫巴拉。不久後，這位新統治者的兩個兒子巴杜斯潘一世和達布亞將塔巴里斯坦分而治之：巴杜斯潘一世於665年獲得了魯彥地區的控制權，並在此建立起巴杜斯潘王朝，統治當地直至1590年代；而達布亞則繼承父親的衣缽成為達布亞王朝的新王，統治著塔巴里斯坦的其餘地區。
達布亞王朝的末代君主庫爾希德成功抵禦住了倭瑪亞王朝的攻勢，但繼承倭瑪亞王朝的阿拔斯王朝最終於760年將其攻滅。塔巴里斯坦隨後成為阿拔斯王朝的常規行省，由一位駐在阿莫勒的阿拉伯總督統治。不過，曾經服從於達布亞王朝的巴文德、卡倫、扎米赫里德、巴杜斯潘等小國則免於覆亡，而是以阿拔斯王朝附庸國的身份，得以高度自治地統治各自所在的內陸山區。
1381年，馬拉什王朝攻滅巴杜斯潘王朝。時值帖木兒征戰中亞期間，在帖木兒對馬贊德蘭虎視眈眈之際，阿弗拉西亞布王朝的王子伊斯坎達爾·謝赫採取親帖木兒的立場，威脅到了當時統治魯斯塔姆達爾的馬拉什王朝。1390年，馬拉什王朝重新扶植巴杜斯潘王子薩德·道拉·圖斯登上巴杜斯潘王位，希望以此來對抗阿弗拉西亞布王朝。然而，這位新王卻與伊斯坎達爾·謝赫秘密通信，並最終於1392年加入了帖木兒勢力。1393年，帖木兒驅逐了馬拉什人並征服了馬贊德蘭。約在1399或1400年，帖木兒派遣軍隊接管了魯斯塔姆達爾的大部分地區，剝奪了巴杜斯潘王朝的多數領土。巴杜斯潘王朝時任統治者卡尤瑪斯一世的領地一度被限制於他在努爾的城堡裡，直至1405年，他才恢復了對魯斯塔姆達爾的統治。卡尤瑪斯一世於1453年去世後，他的兩個王子之間的權力鬥爭導致巴杜斯潘王朝一分為二，兩個王子伊斯坎達爾四世和卡烏斯二世分別以科朱爾和努爾為都城，呈並立之勢。此後，巴杜斯潘王朝再也沒有統一，直到1590年代被薩法維王朝君主阿拔斯大帝滅亡。

## 引用
1. ↑  Webb 2018.
2. 1 2 3 4  Minorsky 1995，第650頁.
3. ↑  Bosworth 1968，第29頁.
4. 1 2 3 4  Ghereghlou 2018.
5. ↑  Minorsky 1995，第650–651頁.
6. ↑  Gazerani 2014，第45, 47頁.
7. ↑  Blois 2000，第188頁.
8. ↑  Brunner 1983，第765頁.
9. ↑  Felix & Madelung 1995，第342–347頁.
10. ↑  Pourshariati 2008，第288頁.
11. ↑  Melville 2020，第36頁.
12. ↑  Madelung 1993，第541–544頁.
13. ↑  Yavari 2020.
14. ↑  Malek 2017，第105頁.
15. ↑  Madelung 1975，第200–201頁.
16. ↑  Rekaya 1986，第68–70頁.
17. ↑  Malek 2017，第106頁.
18. ↑  Bosworth 1984，第742–743頁.
19. 1 2 3 4  Madelung 1988，第385–391頁.
20. 1 2  Bosworth 1978，第808頁.